# Episodi di Popular (seconda stagione)
La seconda e ultima stagione della serie televisiva Popular è stata trasmessa negli Stati Uniti per la prima volta sul canale The WB dal settembre 2000 al maggio 2001. La serie ha subito un cambio di programmazione, cioè dal giovedì sera al venerdì sera. Questo ha causato la perdita di molti telespettatori e in seguito la cancellazione della serie, nonostante fu promesso un terzo ciclo di puntate (il finale di stagione infatti, non doveva essere quello andato in onda. La The WB chiese a Murphy di non produrlo in quanto sarebbe stato poi il primo episodio della stagione 3, che poi non si fece). L'episodio quindi si conclude su un cliffhanger mai più risolto.
La seconda stagione del telefilm è trasmessa in Italia su Rai 2 dal 16 luglio al 15 agosto 2003. Le repliche vanno in onda su MTV dal lunedì al venerdì alle 20:00 dal dicembre 2006 al gennaio 2007, e di nuovo dal 1º agosto 2007.
| nº | Titolo originale                                  | Titolo italiano                | Prima TV USA      | Prima TV Italia |
| -- | ------------------------------------------------- | ------------------------------ | ----------------- | --------------- |
| 1  | Timber! (2)                                       | L'albero dell'amore eterno (2) | 22 settembre 2000 | 16 luglio 2003  |
| 2  | Baby, Dont' Do It!                                | Madri per caso                 | 29 settembre 2000 | 17 luglio 2003  |
| 3  | Citizen Shame                                     | Il denaro di zio Tippy         | 6 ottobre 2000    | 18 luglio 2003  |
| 4  | The Sweetest Taboo                                | Il ricatto                     | 13 ottobre 2000   | 21 luglio 2003  |
| 5  | Joe Loves Mary Cherry                             | Joe ama Mary Cherry            | 20 ottobre 2000   | 22 luglio 2003  |
| 6  | Style and Substance Abuse                         | Dolcezze e sciroppi pericolosi | 3 novembre 2000   | 23 luglio 2003  |
| 7  | Ur-ine Trouble                                    | Affrontando l'oscurità         | 10 novembre 2000  | 24 luglio 2003  |
| 8  | Misery Loathes Company                            | Diete e terapie                | 17 novembre 2000  | 25 luglio 2003  |
| 9  | Are You There God? It's Me, Ann-Margret           | Amicizia spirituale            | 8 dicembre 2000   | 28 luglio 2003  |
| 10 | The Consequences of Falling                       | L'angelo custode               | 15 dicembre 2000  | 29 luglio 2003  |
| 11 | Fire in the Hole                                  | La recita                      | 19 gennaio 2001   | 30 luglio 2003  |
| 12 | The Shocking Possession of Harrison John          | L'adozione                     | 26 gennaio 2001   | 31 luglio 2003  |
| 13 | Mary Charity                                      | Foto di classe                 | 2 febbraio 2001   | 1º agosto 2003  |
| 14 | The News of My Death Has Been Greatly Exaggerated | Morto che parla                | 23 febbraio 2001  | 4 agosto 2003   |
| 15 | It's Greek to Me                                  | La festa della confraternita   | 2 marzo 2001      | 5 agosto 2003   |
| 16 | Fag                                               | Pregiudizi                     | 9 marzo 2001      | 6 agosto 2003   |
| 17 | Coup                                              | Colpo di mano                  | 16 marzo 2001     | 11 agosto 2003  |
| 18 | The Brain Game                                    | La sfida delle grandi menti    | 27 marzo 2001     | 12 agosto 2003  |
| 19 | I Know What You Did Last Sping Break!             | Pausa primaverile              | 4 maggio 2001     | 13 agosto 2003  |
| 20 | Don't Tug On Superman's Cape...                   | La vendetta di Sam e Brooke    | 11 maggio 2001    | 14 agosto 2003  |
| 21 | Problems (1)                                      | Un ballo disastroso (1)        | 18 maggio 2001    | 15 agosto 2003  |